# NGC 233
NGC 233 là một thiên hà hình elip nằm trong chòm sao Tiên Nữ. Nó được phát hiện vào ngày 11 tháng 9 năm 1784 bởi William Herschel.